# 海比拜斯群島
海比拜斯群島（Habibas islands）是阿爾及利亞的群島，位於瓦赫蘭西北面約12公里，由兩個島嶼組成，行政方面由艾因泰穆尚特省負責管轄，總面積約0.40平方公里，最高點海拔高度105米。